# Patagopteryx
Patagopteryx (лат.) — род доисторических птиц из семейства Patagopterygidae. Жили на территории современной Аргентины 85 млн лет назад.

## Описание
У патагоптерикса были сросшиеся костями лапы, которые напоминали лапы современных птиц. Птица не могла летать, потому что у неё не было необходимых для полёта мышц — киля, но возможно предки патагоптерикса могли летать. Изогнутым когтем на втором пальце он пользовался в качестве оружия. Патагоптерикс был всеяден и ел всё, путешествуя стаями по Южной Америке.

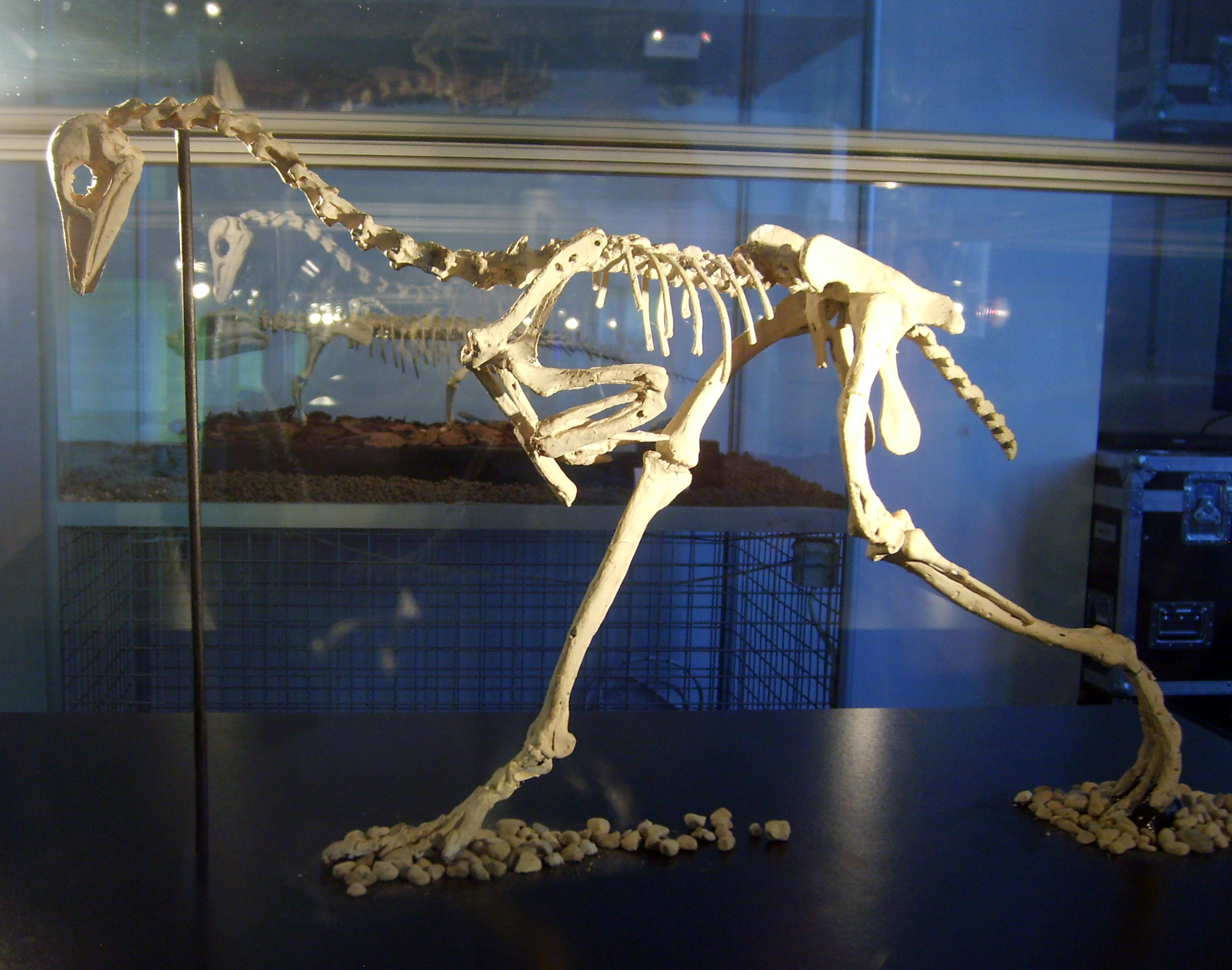
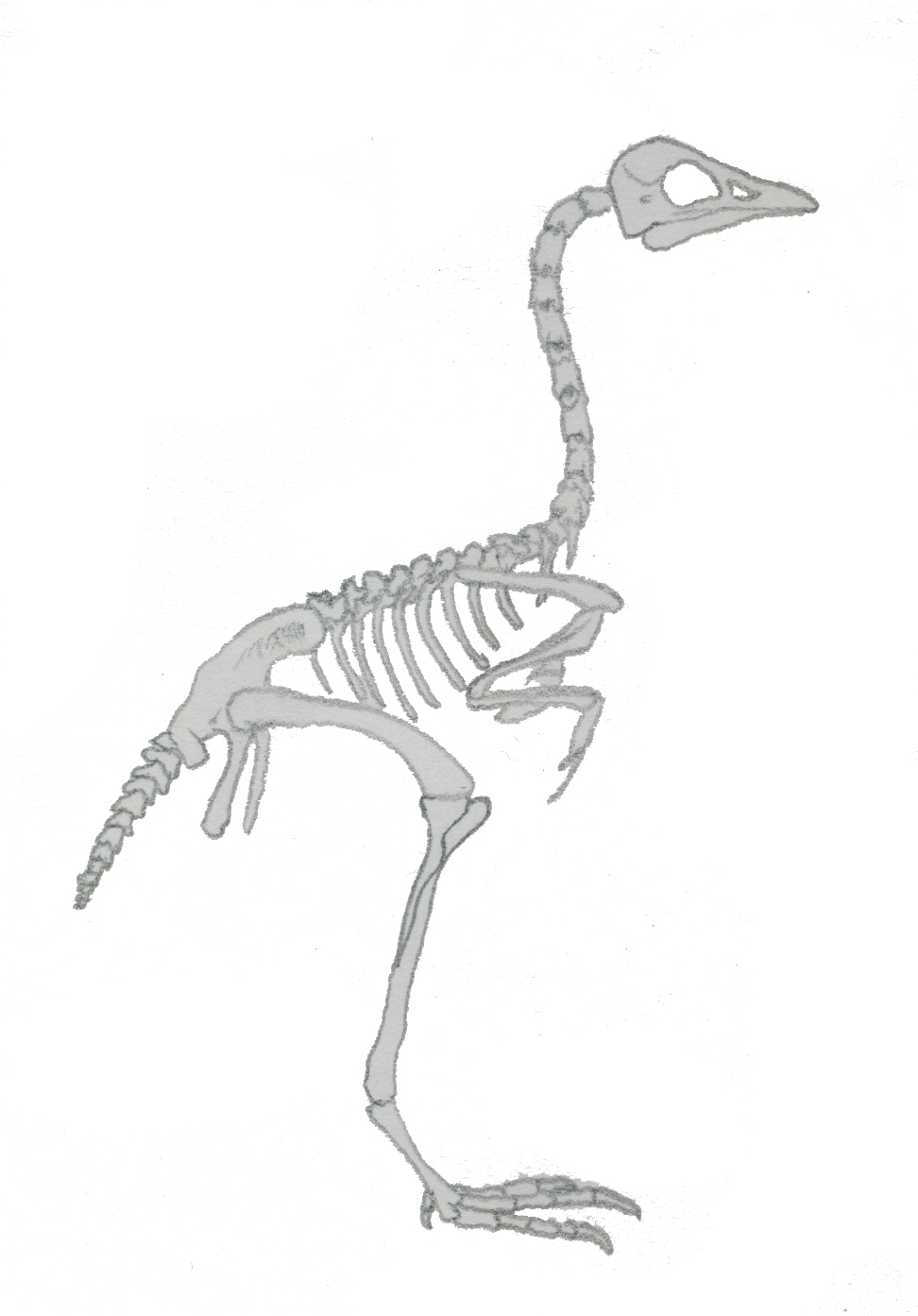